# 折戶真理
折戶 真理（折戸 マリ、1980年7月25日—）是日本女性声優。隸屬I'm Enterprise。東京都出身。

## 人物
- 畫的漫畫風格的人像畫在聲優同行中有公認的評價。
- 公認的魔物獵人迷。
  - 有名到當魔物獵人廣播的製作人員問周圍的人「聲優中說起魔物獵人就會想到誰」時，很多人回答「那當然是I'm的折戶了」[1]。

## 出演作品

### 電視動畫
2006年
- 吉宗（女忍）
- 歡迎加入NHK!（椅子／電話機）
- 銀河鉄道物語 〜永遠への分岐点〜（桃樂絲）

2009年
- 地下城與勇士（プロヘン、妹妹A、妹妹AC、蛇）
- WHITE ALBUM（學生）

2012年
- 足球騎士（撫子8號、姐姐）
- 黑魔女學園（マリア・サンクチュアリ）
- 蜡笔小新（氣象大姐姐）

### DRAMA CD
- B壱（GETくん）

### 其他
- 折戸マリ・矢薙直樹の妄想読本の作り方（主持人）
- ふぃあ通（客串主持人）
- 恋するデコメ(CM)（戀愛的熊／Narration）
- Viva Windows Live!（主持人：2008年8月16日 - ）
- 魔物獵人廣播 （页面存档备份，存于）（助理主持人）

## 外部連結
- 公式profile（日語）
- 折戸マリ'sBLOG NANO☆MECHA！ （页面存档备份，存于）（日語）